# Marek Jiras
Marek Jiras (Praga, 18 de agosto de 1978) é um canoísta de slalom checo na modalidade de canoagem.

## Carreira
Foi vencedor da medalha de bronze em slalom C-2 em Sydeney 2000, junto com o seu colega de equipa Tomáš Máder.